# ایستگاه سن جرج
ایستگاه سن جرج (انگلیسی: St. George station) یک ایستگاه در خط یک یانگ–یونیورسیتی و خط ۲ بلور–دانفورث متروی تورنتو است.